# 10050 Rayman
10050 Rayman este un asteroid din centura principală de asteroizi.

## Descriere
10050 Rayman este un asteroid din centura principală de asteroizi. A fost descoperit pe 28 iunie 1987 la Observatorul Palomar de Eleanor Francis Helin. Asteroidul prezintă o orbită caracterizată de o semiaxă mare de 2,68 ua, o excentricitate de 0,27 și o înclinație de 12,2° în raport cu ecliptica.